# Adolf Merz
Adolf Merz (* 2. August 1903 in Bobenheim am Rhein; † 2. Oktober 1987 in Frankenthal) war ein deutscher Politiker (SPD).

## Leben
Nach dem Abschluss der Volksschule betätigte sich Merz zunächst als Hilfsarbeiter. Im Anschluss an eine private Fortbildung arbeitete er als kaufmännischer Angestellter in der Pumpen- und Maschinenindustrie, danach als Auslandskorrespondent. In den 1920er Jahren wechselte er als kaufmännischer Angestellter zu einem chemischen Großbetrieb in Ludwigshafen am Rhein. 1921 trat er in die SPD und die Gewerkschaft ein. Nach der Machtübernahme der Nationalsozialisten wurde er mehrfach verhaftet und unter Polizeiaufsicht gestellt.
Merz betätigte sich im Anschluss an den Zweiten Weltkrieg erneut politisch, beteiligte sich an der Neugründung der SPD und wurde 1948 zum Vorsitzenden des SPD-Ortsvereins Bobenheim gewählt. Er war seit 1946 Mitglied des Gemeinderates von Bobenheim und fungierte dort von 1960 bis zur kommunalen Neugliederung 1969 als ehrenamtlicher Bürgermeister. Bei der Landtagswahl 1951 wurde er erstmals als Abgeordneter in den Rheinland-Pfälzischen Landtag gewählt, dem er ohne Unterbrechung bis 1967 angehörte. Er war stets über die Landesliste der SPD ins Parlament eingezogen. Von 1951 bis 1955 war er Mitglied Petitionsausschusses, von 1951 bis 1963 Mitglied des Wirtschafts- und Wiederaufbauausschusses und von 1963 bis 1967 Mitglied des Wirtschafts- und Verkehrsausschusses.

## Auszeichnungen und Ehrungen
1965 verlieh ihm der Bundespräsident das Verdienstkreuz 1. Klasse der Bundesrepublik Deutschland. Die Adolf-Merz-Straße in Bobenheim-Roxheim wurde ihm zu Ehren benannt.